# Your Life in Your Hands
 Your Life In Your Hands (não editado em português), é um livro de autoria da professora Jane Plant, Ph.D., geoquímica e chefe do setor de pesquisas geológicas do British Geological Survey, dedicada à investigações geológicas.
Trata de sua experiência pessoal com o câncer de mama a que foi acometida e como foi curada através de mudança em seus hábitos alimentares e estilo de vida.

## Relato de sua experiência
Relata que em 1993, apesar de várias operações, trinta e cinco aplicações de radioterapia e irradiação para induzir a menopausa, além de tratamentos quimioterápicos, foi informada por seus médicos de que deveria ter apenas alguns meses de vida, em virtude do retorno do câncer de mama, pela quinta vez. Entretanto, realizando trabalhos juntamente com seu marido em um projeto sobre problemas ambientais na China, entrou em contato com um atlas de epidemiologia que alguns colegas chineses lhe deram de presente, no qual havia o relato de que a ocorrência de câncer de mama nas mulheres chinesas era de 1 caso em cada 100.000 mulheres, comparado com a ocorrência de 1 caso em cada 10 mulheres, no Reino Unido e na maioria dos países ocidentais. 
Informa que após verificar a correção dessa informação com nomeados acadêmicos daquele país, ao mesmo tempo em que ouvia as experiências de médicos chineses sobre o assunto, concluiu pela abstinência de todos os produtos lácteos de sua própria alimentação, acompanhada de mudanças no estilo de vida e dietético. 
Segundo afirma, sua experiência, além de proporcionar auxílio a amigos e conhecidos portadores de câncer, desembocou na necessidade, como cientista, de saber como e porque eliminando os laticínios da dieta e usando uma alimentação vegetariana conseguiu vencer os tumores. 
Resolveu então desenvolver um estudo sobre o assunto, através de pesquisas cujos resultados são em grande parte relatados em seu livro, que está atualmente em sua terceira edição e tem sido recomendado por numerosos profissionais da área de saúde, o que provavelmente lhe rendeu participação como membro da Real Sociedade de Medicina.
Trabalha atualmente com pacientes portadores de câncer através de programa próprio, constantemente atualizado.  

## Destaques do livro
Dentre os argumentos lançados em seu livro destaca que:
- Algumas pessoas são mais susceptíveis de serem afectados por causa de sua composição genética, mas muitos tipos de câncer estariam relacionados ao estilo de vida/fatores ambientais;
- A incidência de câncer de mama e próstata no ocidente é relativamente mais alta em comparação às comunidades tradicionalmente orientais;
- As taxas de tais enfermidades aumentam quando os povos orientais passam a adoptar estilos de vida ocidental e que a ocidentalização começando nos centros urbanos, promove taxas significativamente maiores de câncer de mama e de próstata do que nas áreas rurais;
- Leite e carne de gado leiteiro contém fatores de crescimento significativo, por exemplo IGF-1, e hormônios como a prolactina;
- Os níveis de IGF-1 no leite têm aumentado devido à pecuária seletiva e à adoção de espécies de alto rendimento para a produção leiteira;
- Uso do hormônio geneticamente modificado rBGH, tanto aumenta a produção de leite quanto do hormônio IGF-1;
- IGF-1 e a prolactina promovem o crescimento de células cancerosas da mama e próstata em culturas de laboratório. O tecido da mama tem receptores para IGF-1, IGF-11 e prolactina;
- Métodos modernos de processamento de leite (homogeneização, por exemplo) podem proteger/prolongar ainda mais os produtos químicos, aumentando sua absorção pela digestão;
- Pesquisa em seres humanos mostram que as mulheres na pré-menopausa com altos níveis circulantes de IGF-1 têm um risco maior de adquirir câncer de mama, e os homens com altos níveis de IGF-1 (8%) estão em risco aumentado de câncer de próstata;
- Vegans possuem menores níveis de IGF-1 (9%) do que ovo-lacto vegetarianos ou onívoros.
- Leite é principal via pela qual os elementos cancerígenos/desreguladores endócrinos, por exemplo, dioxinas, entram no corpo.[6]